# Mylothris poppea
Mylothris poppea is een vlindersoort uit de familie van de Pieridae (witjes), onderfamilie Pierinae.
Mylothris poppea werd in 1777 beschreven door Cramer.